# 美樹あゆみ
美樹 あゆみ（みき あゆみ、1971年11月9日 - ）は、日本の元AV女優。茨城県土浦市出身。

## 経歴
1991年4月、茨城県土浦市等が主催した「第4回ミスつちうらコンテスト」に出場。当初は審査員の採点で、出場者73名中の最高点を獲得したが、審査後会場ロビーで喫煙しているところを目撃され、2次審査の段階で「ミス」から6位の「準ミス」に降格させられた。後日、マスコミが大々的に報道して問題が表面化し、ミスコンテストの審査基準をめぐって論議を巻き起こした。

## 人物
- 異なるプロフィールがいくつかある。

　FANZAプロフィールでは、1972年11月9日生まれ、東京都出身、血液型A型、B:85・W:60・H:88としている。また、「真昼の淫女」のケース裏面のプロフィールには、1971年11月9日生まれ、血液型O型、B:85・W:60・H:86、趣味:音楽鑑賞、某大企業に勤務中としている。また、「トライアングルレズビアン 5」のケース裏面のプロフィールには、1972年11月9日生まれ、血液型A型、B:88（Cカップ）・W:56・H:88、趣味:映画鑑賞・ファミコンとしている。

## 出演作品
1991年
- 真昼の淫女（11月17日、宇宙企画）
- 東京スキャンダルナイト（HRC）
- うしろからメキメキ（クリスタル映像）
- びしょ濡れエスカレート（コンフィデンス）
- 横浜のお嬢さま（芳友舎）

1992年
- ミスコン娘は吸い上手（1月14日、芳友舎）
- エッチ売りのミスコン娘（2月11日、ミス・クリスティーヌ）
- 破滅のモミモミ（3月26日、クリスタル映像）
- ミスコン娘はいきすぎる（3月26日、芳友舎）
- 口でもしなきゃ犯ってられない（4月10日、VIP）
- スーパーランジェリー 19（5月10日、英知出版）＊イメージビデオ ＊オムニバス作品
- 放課後あぶない身体検査（6月22日、大陸書房）
- トライアングルレズビアン 5（7月25日、KUKI）共演：藤森由里亜、飯島花蓮
- 美樹あゆみの課外授業大好き（9月1日、桜桃書房）
- レイプシャワー ボディコン引き裂く!（9月3日、大陸書房）
- ふつうじゃいや （9月30日、VIP）＊「口でもしなきゃ犯ってられない」を編集したもの
- 背徳の旋律（12月20日、コアラブックス）
- ビザールの花嫁（KUKI）
- YAWARA!かいな（新東宝）
- 顔面シャワーエレクト10 PART14（クリスタル映像）他9名出演＊オムニバス作品
- ベストセレクション 7 白石ひとみ・森下あみい・沢口梨々子・美輪れい・美樹あゆみ（宇宙企画）＊オムニバス作品

1993年
- 愛奴（1月14日、笠倉出版社）
- 堕天使の誘惑（2月16日、コアラブックス）
- 美乳淫縛（9月20日、コアラブックス）

1994年
- 荒技連発（アイデアルコーポレーション）

1995年
- トライアングル・レズビアンBEST Vol.2（4月12日、KUKI）＊オムニバス作品

発売年不明
- ヌルリン 秘唇の雫 橘ますみ・美樹あゆみ（ビューティペアーカンパニー）

## 写真集
- 美樹あゆみ写真集 眩しい好奇心（1992年8月20日、大陸書房）撮影:神渡信平
- 美樹あゆみ写真集 緊縛（1992年11月20日、ミリオン出版）撮影:大木真澄 ISBN 4886721494
- 文庫サイズ写真集　悦楽の愛奴調教（1993年11月10日、黒田出版興文社）撮影:大木真澄
- 美樹あゆみ写真集 旬鮮果肉 美少女・ふっくら・リアル写真集（発売年不明、日向書房）撮影:神渡信平